# Eduardo (álbum)
Eduardo (estilizado en minúsculas) es el tercer álbum de estudio del cantautor mexicano Ed Maverick, lanzado el 30 de abril de 2021 a través de Universal Music México. Escrito principalmente por Maverick y producido por Camilo Froideval durante la pandemia de COVID-19, fue su "regreso musical" luego de su retiro temporal a fines de 2019. Eduardo es un álbum autorreflexivo sobre una relación que no lleva a ninguna parte y su vida con su repentina fama y el ciberacoso. En mayo de 2022 se lanzó una reedición del álbum que contiene las pistas maquetas de ocho canciones, titulada Eduardo Demos.

## Antecedentes y lanzamiento
Durante su debut en la escena musical y el repentino éxito comercial de sus dos primeros discos en 2018 y 2019, en parte gracias a la popularidad de su música en las redes sociales, Maverick comenzó a sufrir una serie de hostigamientos y burlas en los mismos medios que lo había hecho famoso, recibiendo casi a diario mensajes incitando al odio, al suicidio y amenazas de muerte dirigidas a él y su familia.
Finalmente, en noviembre de 2019, Maverick hizo un comunicado en su cuenta de Twitter explicando su opinión sobre el acoso.

«Si al principio bromeaba y seguía sus chistes era porque no sabía cómo reaccionar para que se detuvieran. Literalmente si me quejaba me tiraban más, pero si decía que no me afectaba también, así que estoy en un punto en el que ya no sé si tenía que aguantar o si lo que hice estuvo bien. Necesito descansar».
Maverick en Twitter

Desapareció de los medios y redes sociales por el resto del 2019, hizo pequeñas apariciones en el 2020, en todo ese año solo lanzó un álbum en vivo titulado Ed Maverick en el Metropólitan, el cual ya se había grabado previamente en 2019. Maverick compartió repetidamente que estaba trabajando en un nuevo álbum, solo unas semanas antes del lanzamiento de su EP debut, cuando Maverick compartió a través de Twitter, como una broma y junto con una lista de canciones sin terminar, su primera idea para el nombre del disco: «váyanse a la mierda todos, no quiero estar 2 días más aquí y me voy a Tlaxcala, ya les dije». Aunque el título del álbum era una broma, 4 de las 5 pistas mostradas formaron parte del corte final, a excepción «Ropa de Bazar» lanzado con Bratty como sencillo del álbum en vivo y no de Eduardo.
En septiembre de 2020 lanzó Esto no tiene nada que ver con Eduardo, su extended play debut de 5 pistas con un sonido más experimental en comparación con sus álbumes anteriores y que, de alguna manera, tiene un sonido similar a Eduardo, el EP no lanzó singles y no se hicieron videos musicales para su promoción, ni se lanzó en CD o vinilo.

Finalmente, el 15 de abril de 2021, Maverick confirmó a través de Twitter que su nuevo álbum ya se estaría subiendo a las plataformas digitales y al día siguiente compartió una captura de pantalla que mostraba la duración completa del álbum; cuarenta y cuatro minutos y once segundos; En el transcurso de los días, Ed tuiteó una cuenta regresiva, finalmente reveló la fecha de lanzamiento del álbum como el 30 de abril de 2021 y oficializó su título, y el 27 de abril de 2021 se reveló la portada del álbum, diseñada por Maverick, que consiste en una pintura con 6 versiones diferentes de él en un fondo de bosque, en palabras del artista, representa:
Los eduardos de pelo largo son ideas que me abrumaron, que me abruman y que me van a abrumar, supongo, y el Eduardo de pelo corto soy yo hace 3 años y soy yo hoy.
Eduardo se grabó en los estudios Topetitud de la Ciudad de México, propiedad de Paco Ayala y Tito Fuentes de Molotov, el mismo estudio de grabación donde se grabó Contra (2010) de Vampire Weekend. Es un álbum con elementos de la música alternativa latina, folk, neopsicodelia y sadcore, también abarca algunos matices experimentales. En una entrevista para Rolling Stone en español, Maverick expresó que pensaba en su álbum como una historia de dos partes, la primera mostrando el comienzo de una relación que no lleva a ninguna parte, y la segunda mostrando un lado más profundo y reflexivo de su vida y fama repentina. Esto también se refleja en su título, que fue elegido como álbum homónimo.

## Recepción crítica
Eduardo fue recibido con elogios por la crítica musical; Pablo Monroy para Rolling Stone en Español escribió que gracias a este, su colaboración con C. Tangana en el El Madrileño del mismo año, y sus letras honestas, se había convertido en una de las "promesas cumplidas" de la revista. También mencionó que su estilo, sonido y letra fueron influenciados favorablemente por artistas como Chalino Sánchez y Sufjan Stevens.
Luis Mainés de Mondosonoro le dio un 8 sobre 10 y escribió que «las canciones que ha sembrado Ed Maverick y que florecen en Eduardo lo hacen con el aroma de las canciones de antaño. El cantautor es un alma antigua que nos habla desde lo más profundo del continente americano. Y es que a pesar de su universalidad, la música de Maverick no puede entenderse sin saber las raíces asentadas en la tierra que lo vio nacer [Chihuahua]. Eduardo vive en el mismo universo que «On The Road» y de niño del siglo pasado tocando indios y vaqueros. En un México donde los hippies de los años 60 iban a fumar cannabis. Densa, cálida y profunda. Así es la música que nos deja Maverick en Eduardo. También sencilla, emotiva y atemporal. Hay algo en Ed Maverick que no nos sitúa a mediados de 2021. Y eso es lo que lo hace tan interesante».
En noviembre de 2021 Maverick ganó el premio a Cantante Mexicano del Año en los Premios GQ Hombres del Año. A finales de 2021, la revista estadounidense Rolling Stone lo colocó en el puesto 26 de su lista anual de "Los 35 Mejores Álbumes en Español de 2021", ubicándolo en el cuarto lugar como mejor álbum de un artista mexicano del año, solo detrás de Vamos bien de Calibre 50, Un canto por México, vol. 2 de Natalia Lafourcade y Sonidos de karmática resonancia de Zoé.

### Clasificaciones anuales
| Publicación   | Lista                                  | Pos. | Ref.  |
| ------------- | -------------------------------------- | ---- | ----- |
| Rolling Stone | Los 35 mejores álbumes en español 2021 | 26   | [ 5 ] |

## Lista de canciones
| N.º   | Título                                | Escritor(es)                  | Duración |  |
| 1.    | «Hola, ¿cómo estás?»                  | Ed Maverick                   | 4:01     |  |
| 2.    | «ensenada,»                           | Ed Maverick                   | 3:43     |  |
| 3.    | «mantra I,»                           | Ed Maverick                   | 1:40     |  |
| 4.    | «mantra II»                           | Ed Maverick                   | 4:04     |  |
| 5.    | «contenta,»                           | Ed Maverick                   | 3:46     |  |
| 6.    | «,atnetnoc»                           | Ed Maverick                   | 1:54     |  |
| 7.    | «¿POR QUÉ LLORAS? - (interludio)»     |                               | 2:06     |  |
| 8.    | «Gente,»                              | Ed Maverick                   | 3:08     |  |
| 9.    | «niño,»                               | Ed Maverick - Muelas de Gallo | 4:27     |  |
| 10.   | «días azules,»                        | Ed Maverick                   | 4:14     |  |
| 11.   | «gracias,»                            | Ed Maverick                   | 5:09     |  |
| 12.   | «nos queda mucho dolor por recorrer.» | Ed Maverick - Daniel Quién    | 5:53     |  |
| 44:11 |                                       |                               |          |  |

## Videos musicales
Los videos musicales fueron dirigidos por el director mexicano Hermann Neudert y producidos por su productora de videos, Neuderts. La misma empresa que también filmó los videos musicales de «Fuentes de Ortiz», «Acurrucar», «A mis amigos» y "Siempre estoy pa ti». Para su promoción, solo "Niño" (feat. Muelas de Gallo) fue lanzado como sencillo el mismo día del lanzamiento del álbum. Sin embargo, también se lanzaron un video musical de «Gente» y un video doble de «Contenta» y «Atnetnoc». El video musical de «Niño» fue nominado a Mejor Colaboración en los MTV Millennial Awards 2021.
- «Niño» (2021)
- «Gente» (2021)
- «Contenta/Atnetnoc» (2022)

## Historial de lanzamiento
| Región | Fecha                   | Formato(s) | Disquera               | Catálogo       | Ref.  |
| ------ | ----------------------- | ---------- | ---------------------- | -------------- | ----- |
| Varios | 30 de abril de 2021     | Streaming  | Universal Music México | 00602445808786 | [ 6 ] |
| Varios | 30 de abril de 2021     | CD         | Universal Music México | 00602438359219 | [ 7 ] |
| México | 28 de noviembre de 2022 | Box set    | Universal Music México | 00602448118066 | [ 8 ] |